# Mouterre-sur-Blourde

Mouterre-sur-Blourde este o comună în departamentul Vienne, Franța. În 2009 avea o populație de 180 de locuitori.